# Naturschutzgebiet Kleinschmidts Mühle

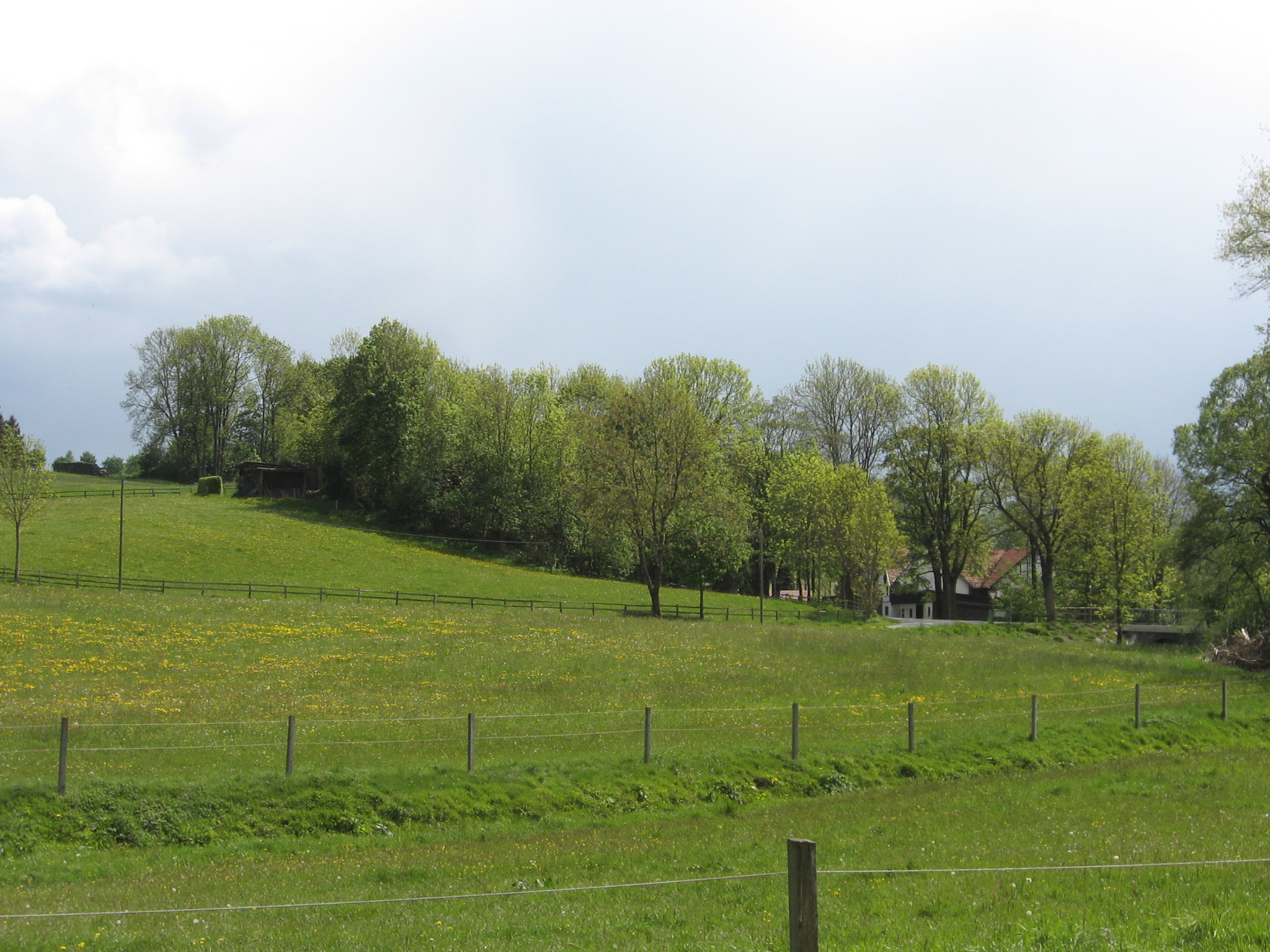
Naturschutzgebiet Kleinschmidts Mühle von Norden

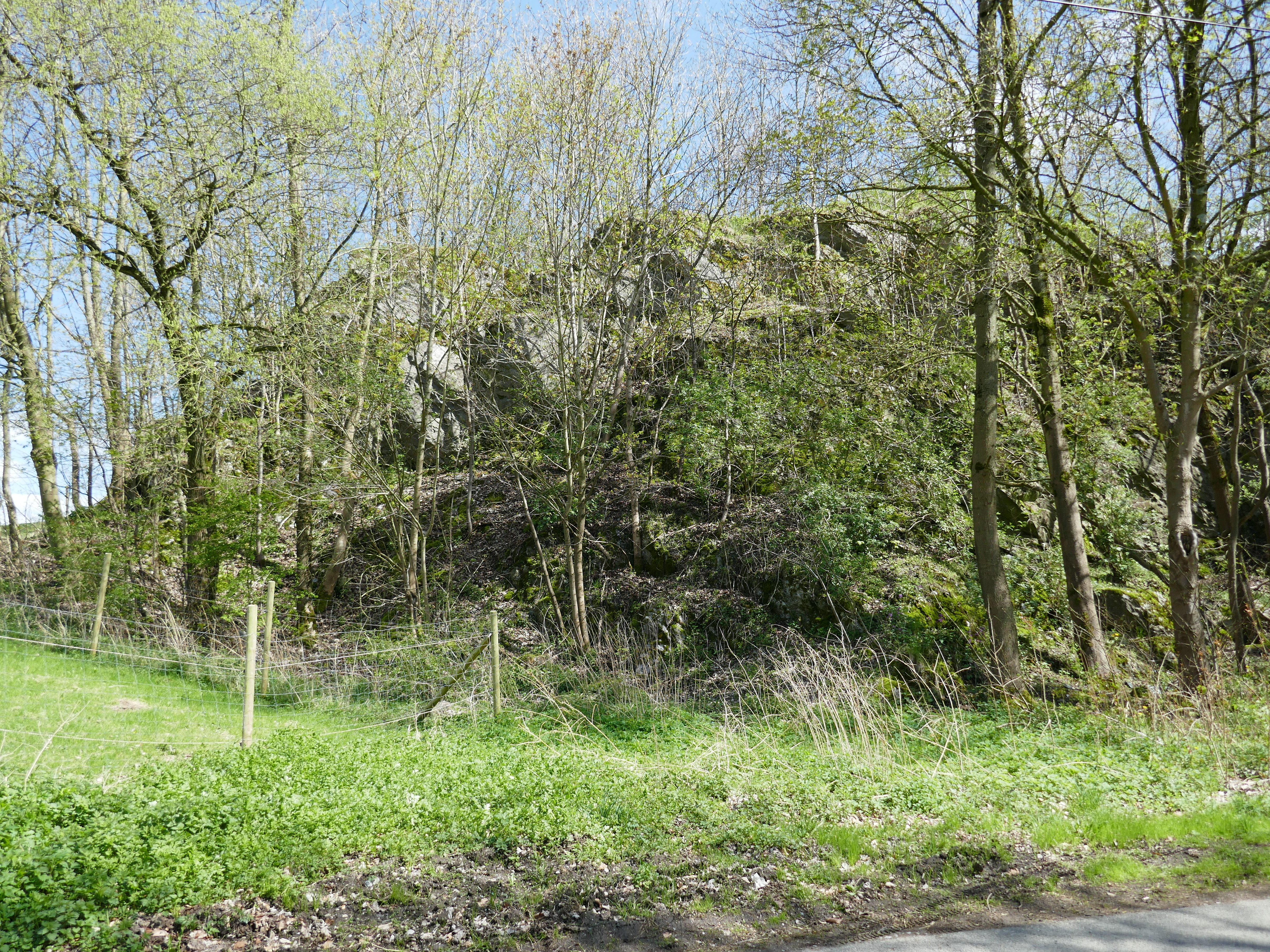
Felsen an der Westseite

Das Naturschutzgebiet Kleinschmidts Mühle mit einer Größe von 1,65 ha liegt nordwestlich von Brilon und östlich von Kleinschmidts Mühle. Das Gebiet wurde 2008 mit dem Landschaftsplan Briloner Hochfläche durch den Hochsauerlandkreis als Naturschutzgebiet (NSG) ausgewiesen. Es ist eines von 31 Naturschutzgebieten in Brilon, welche zur Gruppe der Kalkkuppen mit speziellen Verboten gehören. Drei Teilflächen des NSG gehören zum FFH-Gebiet Kalkkuppen bei Brilon (DE 4617-303).

## Gebietsbeschreibung
Beim NSG handelt es sich um den Steilabfall zum Tal der Aa (Möhne). An beiden Kuppen treten Felsen offen zu Tage. Die Felsen im NSG haben eine Höhe von bis zu acht Meter. Neben Gehölzen befinden sich hauptsächlich Grünlandbereiche im NSG; dazu gehört auch Magerrasen.
Es wurden vom Landesamt für Natur, Umwelt und Verbraucherschutz Nordrhein-Westfalen (LANUV) Pflanzenarten wie Aufgeblasenes Leimkraut, Braunstieliger Streifenfarn, Dornige Hauhechel, Echter Wiesenhafer, Echtes Labkraut, Frühlings-Fingerkraut, Fuchssches Greiskraut, Gelbes Sonnenröschen, Kleine Bibernelle, Kleiner Wiesenknopf, Mauerraute, Mittlerer Wegerich, Nickendes Leimkraut, Quirl-Weißwurz, Ruprechtskraut, Schafschwingel, Scharfer Mauerpfeffer, Skabiosen-Flockenblume, Tauben-Skabiose, Wald-Erdbeere, Wald-Veilchen, Wiesen-Bärenklau und Zerbrechlicher Blasenfarn nachgewiesen.

## Schutzzweck
Im NSG werden artenreiche Grünlandbereiche mit eingestreuten Gehölzen geschützt. Wie bei allen Naturschutzgebieten in Deutschland wurde in der Schutzausweisung darauf hingewiesen, dass das Gebiet „wegen der Seltenheit, besonderen Eigenart und Schönheit des Gebietes“ zum Naturschutzgebiet wurde. Der Landschaftsplan führt zum Schutzzweck auf: „Erhaltung und Weiterentwicklung artenreicher Magergrünland-Lebensräume mit eingestreuten Gebüschzonen und Großgehölzen für die dort vorkommenden, tlw. seltenen und gefährdeten Tier- und Pflanzenarten sowie als wichtige Teilfläche im regionalen Verbund ähnlicher Biotopstrukturen; Sicherung der überkommenen Grünlandnutzung durch Vertragsangebote zur Erhaltung und Aufwertung dieses Biotopgefüges; Sicherung der Kohärenz und Umsetzung des europäischen Schutzgebietssystems ‚Natura 2000‘.“

## Verbote
Zu den normalen Verboten in Naturschutzgebieten kommen beim NSG Kleinschmidts Mühle wie bei den anderen 30 Kalkkuppen zusätzliche Verbote hinzu. Es ist verboten, die Briloner Kalkkuppen zu düngen, zu walzen und zu schleppen. Es dürfen nicht mehr als zwei Großvieheinheiten pro Hektar gleichzeitig weiden. Ferner darf erst ab dem 1. Juli eines Jahres gemäht werden.